# José Segura Barreda
José Segura Barreda (Castellfort, 1815 - Morella, 1888) es un clérigo e historiador español del siglo XIX, autor de la obra "Morella y sus aldeas", en tres volúmenes, publicada en la misma población el año 1868.

## Biografía
Nacido en Castellfort (provincia de Castellón, partido judicial de Morella) en 1815 fue ecónomo de la iglesia arciprestal de Morella  y autor de la obra històrica intitulada : "Morella y sus aldeas", publicada por primera vez en Morella en 1868.
No había nacido el Sr. Segura y Barreda en Morella, pero en el prólogo de su obra, decía a los naturales de aquella población: "¿Soy yo acaso extranjero entre vosotros? ¿Podréis esquivarme el renombre de morellano? No lejos de vosotros nací, sangre morellana corre por mis venas, e imberbe era cuando la Providencia me destinó a vivir en vuestro suelo".
Sin embargo, no dijo en aquel párrafo que era arcipreste de Santa María, la hoy Basílica menor morellana. Efectivamente, sucedió en la mencionada jerarquía eclesiástica a Ramón Valls, que por motivos de salud se retiró el año 1862 a Cretas, en la provincia de Teruel. Y don José Segura y Barreda rigió el arciprestazgo hasta el año 1877. 
Ya antes de las mencionadas fechas acariciaba la idea de escribir una historia de Morella. El hecho de que hubieran fracasado o se hubieran malogrado varios intentos era un incentivo más para el empeño. Y pero fin fue coronado semejante quehacer.
El autor, en el susodicho prefacio, admitía que su obra tuviese defectos. Algunos -debe puntualizarse- no eran achacables al escritor, sino a su época. Pero, con todo y con ello, "Morella y sus aldeas", tanto por lo rico de su plan como por la abundancia de materiales puestos a contribución, resulta un libro que puede ser incluido en la trilogía de las más representativas historias locales valencianas producidas en el siglo XIX, junto con la "Historia de la Ciudad de Denia", escrita por don Roque Chabás (1874-6) y "Sagunto. Su historia y sus monumentos", escrita por don Antonio Chabret (1885).